# جان ویلیامز (کماندار)
جان ویلیامز (انگلیسی: John Williams؛ زادهٔ ۱۲ سپتامبر ۱۹۵۳) کماندار اهل ایالات متحده آمریکا بود.
وی در مسابقات کشوری و بین‌المللی در مجموع برندهٔ ۳ مدال طلا، ۱ مدال نقره شده‌است.